# Dysphania multifida
Dysphania multifida là loài thực vật có hoa thuộc họ Dền. Loài này được (L.) Mosyakin & Clemants mô tả khoa học đầu tiên năm 2002.